# Флоран Пјетрус
Флоран Пјетрус (фр. Florent Piétrus; Лез Абим, Гваделуп, 19. јануар 1981) је бивши француски кошаркаш. Играо је на позицијама крила и крилног центра. Његов млађи брат Микаел Пјетрус је такође био кошаркаш.

## Биографија
Пјетрус је током каријере наступао за По Ортез, Малагу, Естудијантес, Валенсију (у два наврата), Басконију, Нанси, Гравлен, Левалоа Метрополитан, Стразбур и Орлеан.
Био је дугогодишњи члан сениорске репрезентације Француске и са њима је освојио златну медаљу на Европском првенству 2013, сребрну медаљу на Европском првенству 2011. и бронзане медаље на Европским првенствима 2005. и 2015. као и на Светском првенству 2014. године.

## Успеси

### Клупски
- По Ортез :
  - Првенство Француске (3): 2000/01, 2002/03, 2003/04.
  - Куп Француске (2): 2002, 2003.
  - Куп "Недеља асова" (1): 2003.

- Малага :
  - Првенство Шпаније (1): 2005/06.
  - Куп Шпаније (1): 2005.

- Валенсија :
  - Еврокуп (1): 2009/10.

- Стразбур :
  - Куп Француске (1): 2018.
  - Куп "Недеља асова" (1): 2019.

### Репрезентативни
- Светско првенство:
  -  2014.

- Европско првенство:
  -  2013.
  -  2011.
  -  2005, 2015.